# Răcătău (okręg Alba)
Răcătău – wieś w Rumunii, w okręgu Alba, w gminie Blandiana. W 2011 roku liczyła 27 mieszkańców.